# Molló
Molló ist eine Gemeinde (municipio) in der spanischen Provinz Girona in Katalonien mit 374 Einwohnern (Stand: 2024). Zur Gemeinde gehören neben dem gleichnamigen Hauptort Molló die Ortschaften Can Solà, Espinavell, Favars, Fabert, Ginestosa, Grells, Moixons und el Riberal. 

## Lage
Molló liegt in den Pyrenäen etwa 65 Kilometer nordwestlich von Girona in einer Höhe von ca. 1180 m am Río Ritort an der Grenze zu Frankreich. 

## Bevölkerungsentwicklung
| Jahr      | 1970 | 1981 | 1991 | 2001 | 2011 | 2021 |
| Einwohner | 539  | 404  | 373  | 334  | 348  | 345  |

## Sehenswürdigkeiten

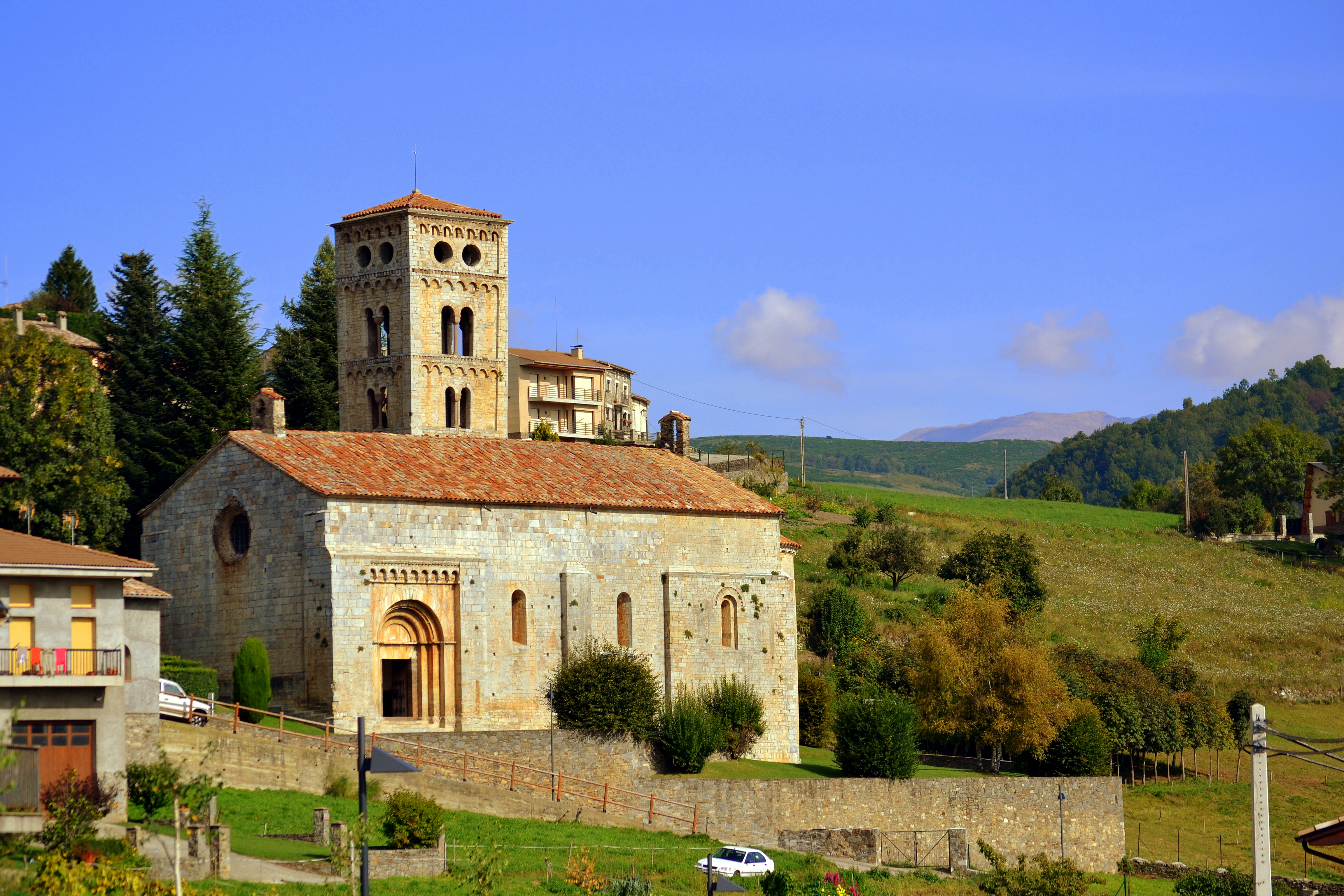
Cäcilienkirche
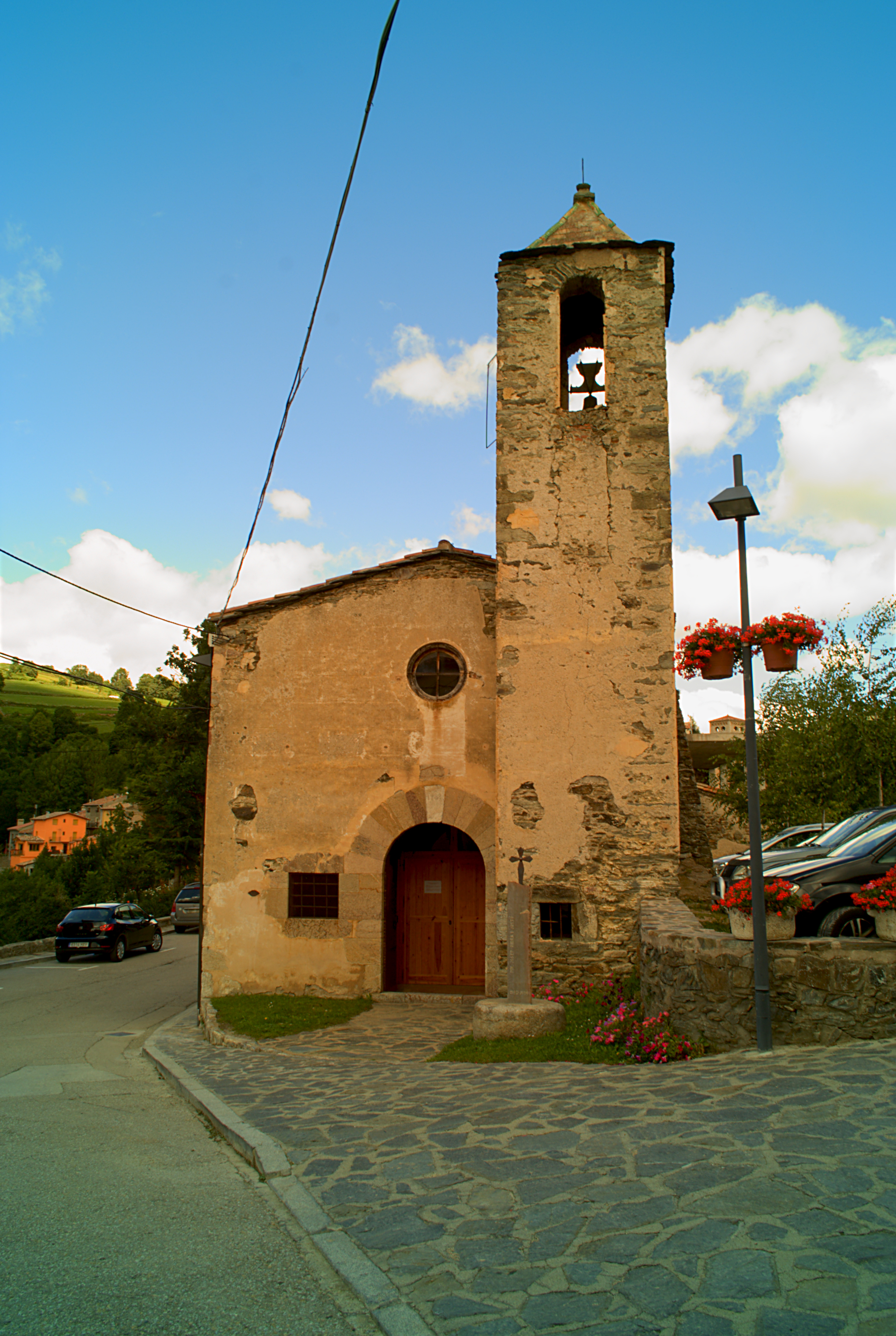
Sebastianuskirche
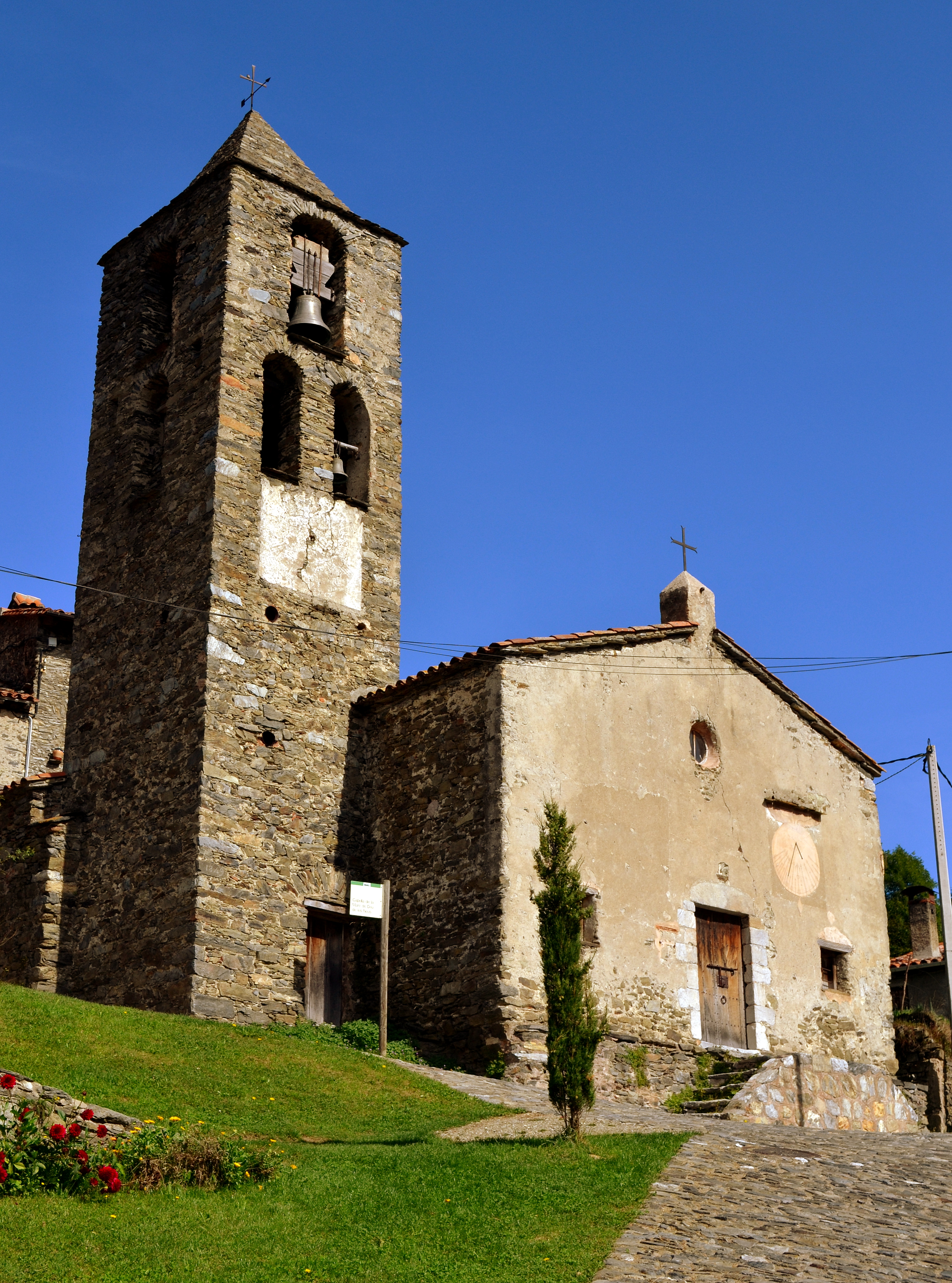
Marienkirche
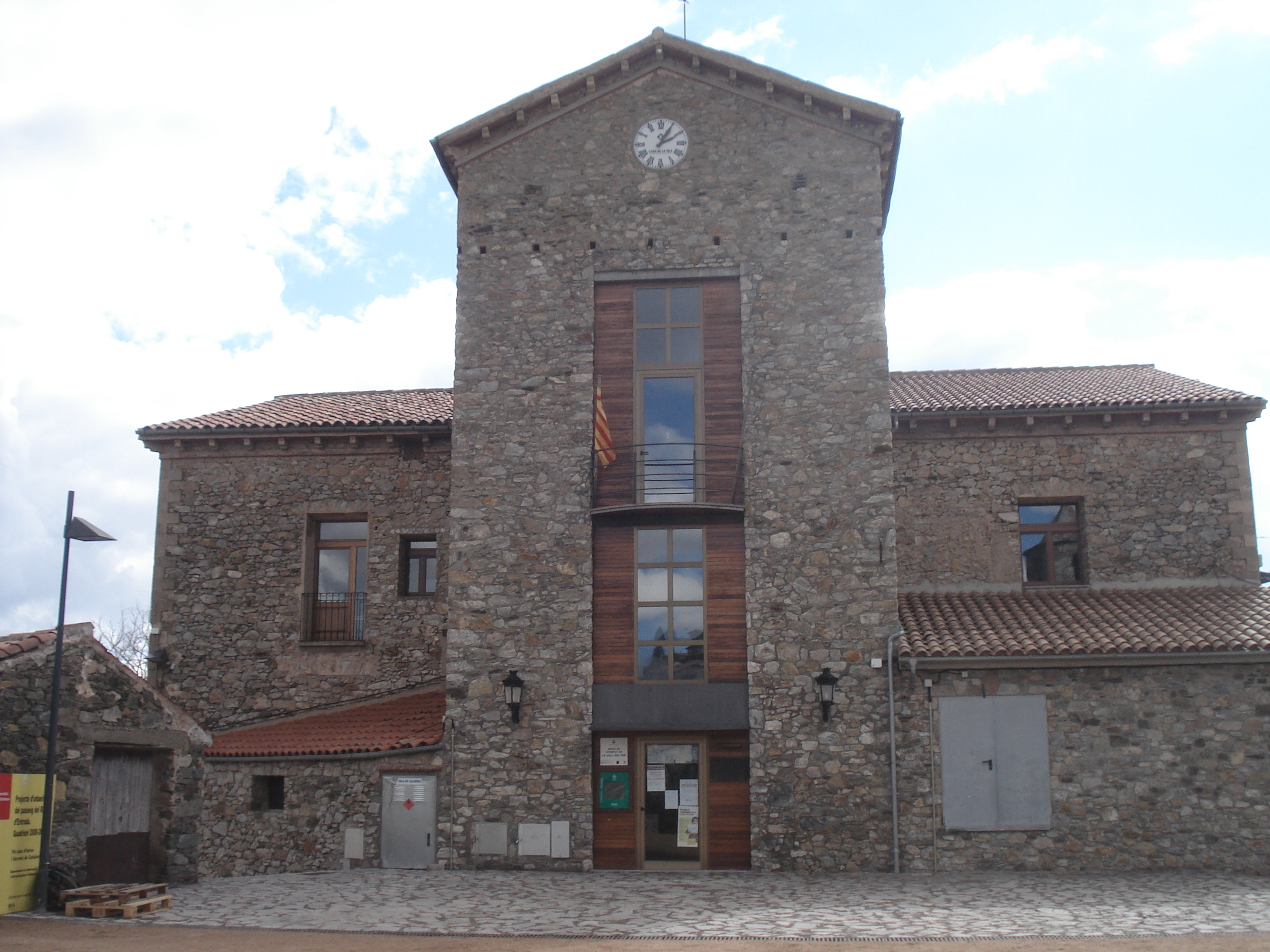
Rathaus

- Marienkirche in Espinavell

- Cäcilienkirche
- Sebastianuskirche
- Marienkirche
- Rathaus